# John Crichton-Stuart (3. markiz Bute)
John Patrick Crichton-Stuart, III markiz Bute (ur. 12 września 1847 w Mount Stuart House (wyspa Bute), Szkocja, zm. 9 października 1900 w Dumfries House koło Cumnock, Szkocja) – szkocki arystokrata i przemysłowiec, w 1860 roku uznany za najbogatszego człowieka na świecie. Był ekscentrycznym naukowcem, budowniczym oraz propagatorem religii katolickiej, nauki i kultury.

## Życiorys
Pochodził z królewskiego, szkockiego rodu Stuartów, był synem Johna Crichton-Stuarta, II markiza Bute i jego drugiej żony Sophii Fredericji Christiny, markizy Hastings. Stracił rodziców w wieku 12 lat. Uczęszczał do Harrow School i do Christ Church College w Oksfordzie. W młodości zainteresował się katolicyzmem i, gdy tylko uzyskał pełnoletniość, w dniu 8 grudnia 1868 porzucił wiarę kalwińską (prezbiterianizm) i dokonał konwersji na katolicyzm, co było ewenementem i skandalem w tamtej epoce dla człowieka o jego pozycji w Wielkiej Brytanii. Potem przejął zarządzanie rozległymi posiadłościami w Szkocji i Walii. Rozbudował doki w Cardiff, dzięki czemu to miasto stało się ówczesnym największym portem wywozu węgla na świecie. Roczny jego dochód w wysokości 300 tysięcy funtów uczynił go najbogatszym człowiekiem na świecie. Wiele podróżował (m.in. na Bliski Wschód, do Rzym i na Teneryfę). Dwukrotnie został wybrany  burmistrzem Cardiff, ale jego starania, by podnieść znaczenie swojego rodu, pozostały bezskuteczne.
W dniu 16 kwietnia 1872 r. poślubił Gwendolen Mary Anne Fitzalan-Howard, baronównę ze starej katolickiej rodziny Howard. Miał z nią córkę i trzech synów: Margaret Crichton-Stuart (1875-1954) Johna Crichton-Stuarta (1881–1947), Edwarda Niniana Crichton-Stuarta (1883–1915) Colum Crichton-Stuart Edmund (1886–1957). Zmarł w rodzinnej posiadłości Mount Stuart House i został tam pochowany w kaplicy, a jego serce (zgodnie z jego życzeniem) zostało pochowane na Górze Oliwnej w Jerozolimie.

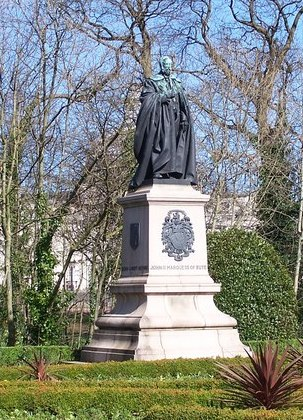
Pomnik III markiza Bute w Cardiff

### Osiągnięcia
Początkowo był zainteresowany historią religii, zwłaszcza chrześcijaństwa, judaizmu, islamu i buddyzmu, oraz dziejami Szkocji. Hojnie finansował uniwersytety w St Andrews i Glasgow, rozbudowując je. Od 1892 do 1898 był rektorem Uniwersytetu w St Andrews. W 1890 został prezesem University College of South Wales w Cardiff.

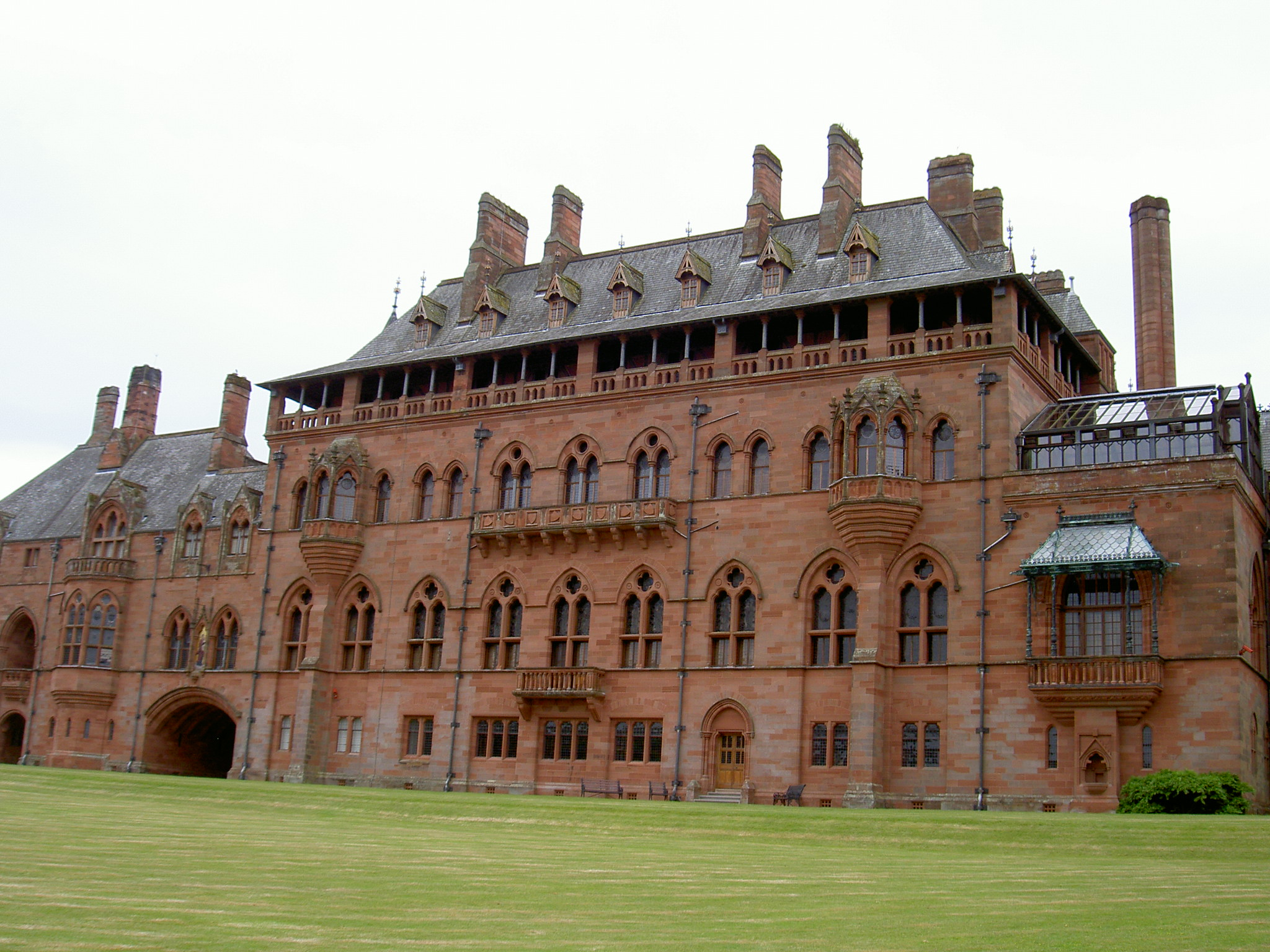
Mount Stuart House

Jego ulubioną dziedziną naukową było językoznawstwo; w sumie badał 21 języków (m.in. koptyjski i język Guanczów, pierwotnych mieszkańców Teneryfy), publikując prace naukowe na ten temat. W 1879 wydał dwutomowy angielski średniowieczny brewiarz. Całe życie opracowywał liturgię katolicką, zwłaszcza proprium dla Kościoła katolickiego w Szkocji. Pisał prace na temat architektury kościołów i historii Kościoła katolickiego. Od 1882 był właścicielem czasopisma naukowego Scottish Review, w którym publikował liczne artykuły o szerokim zakresie tematów, jak pieśni celtyckie, Festiwal w Bayreuth lub przekłady prozy Turgieniewa. Od 1890 zaczął badać modne wówczas zjawiska paranormalne. Był Kawalerem Zakonu Bożogrobców.
Był bardzo aktywnym budowniczym (finansował około 60 projektów budowlanych): oprócz rozbudowy portu w Cardiff, zbudował Zamek w Cardiff oraz Castell Coch (uważane za arcydzieła neogotyku). W 1877 przebudował  Mount Stuart w stylu włoskiego gotyku. Finansował odbudowę zamku w Rothesay, pałacu Falkland, zamku w Caerphilly i Wester Kames Castle. Ufundował kilka nowych kościołów katolickich, w tym w Galston i Troon w Szkocji, oraz finansował odbudowę klasztoru katolickiego w Elgin.

### Najważniejsze publikacje
- The Roman breviary. Reformed by order of the Holy oecumenical council of Trent. Blackwood, Edinburgh, 1879
- The Coptic morning service for the Lord's day. Masters, London, 1882
- Parliament in Scotland. Scottish Home Rule Association, Edinburgh 1892
- On the ancient language of the natives of Tenerife. Masters (?), London 1891
- The early days of Sir William Wallace. Gardner, Paisley 1876